# Rodamots
Rodamots és un butlletí multixarxa que envia un breu missatge electrònic diari, Cada dia un mot, a tothom que s'hi subscriu. Aquest missatge conté una paraula o expressió de la llengua catalana, amb el seu significat, un exemple d'ús i una citació extreta d'algun llibre, article de premsa, anotació d'un blog o pàgina web.
El projecte és obra del lingüista català Jordi Palou i, a través de Cada dia un mot (CD1M), s'inspira en un dels butlletins més populars d'Internet arreu del món: A Word A Day (AWAD), que reben diàriament més de 600.000 persones. El primer mot es va enviar el 2 de març del 1999. El 29 d'abril de 2008 arriba als 10.000 subscriptors. La primavera del 2009 hi havia més de 14.000 subscriptors rebent Cada dia un mot diàriament i pel gener del 2022 ja n'eren més de 25.000, de manera que es tractava d'un dels butlletins més populars en llengua catalana.
L'abril del 2009, en complir el desè aniversari, s'edità un llibre amb els continguts de la web.
Des de l'inici de la dècada de 2010, és present a través de la sindicació de continguts RSS i a les xarxes socials de Twitter i d'Instagram. La tardor de 2021 va llançar amb molt de ressò el joc digital i de pràctica lingüística en català Paraulògic, gràcies a la col·laboració de diversos activistes de Softcatalà.
El 2023 Rodamots va proposar el Dia de la Ce Trencada (Dia Ç) per al 3 («terç» en català antic) de març.